# جی امانوئل-توماس
جی استون امانوئل-توماس (انگلیسی: Jay Aston Emmanuel-Thomas؛ زادهٔ ۲۷ دسامبر ۱۹۹۰) بازیکن فوتبال اهل انگلستان است.
از باشگاه‌هایی که در آن بازی کرده‌است می‌توان به آرسنال، بلکپول، دونکستر راورز، کاردیف سیتی، ایپسویچ تاون، بریستول سیتی، کویینز پارک رنجرز، میلتون کینز دونز و گیلینگام اشاره کرد.